# Mistrovství světa silničních motocyklů 2007
Mistrovství světa silničních motocyklů v roce 2007 zahajovala Velká cena Kataru, kterou ve dnech od 8. března do 10. března hostil 5,38 km dlouhý okruh Losail International Circuit. V třídě MotoGP se mistrem světa stal Casey Stoner před Dani Pedrosou a třetím Valentinem Rossim. V kategorii do 250cc triumfoval Španěl Jorge Lorenzo, na druhém místě se umístil Andrea Dovizioso a celkové třetí místo obsadil Alex de Angelis. Tito tři nejlepší z 250cc následující sezónu přestoupili do třídy MotoGP. Ve tříde do 125cc vyhrál boj o mistrovský titul v posledním závodě sezony maďarský závodník Gábor Talmácsi před svým týmovou kolegou Hectorem Faubelem. Třetí místo si zajistil Tomojoši Kojama. Lukáš Pešek na celkovém čtvrtém místě za ním zaostal o 11 bodů.

## Mistři světa
| MotoGP                | 250 cm³                 | 125 cm³                  |
| Casey Stoner (Ducati) | Jorge Lorenzo (Aprilia) | Gábor Talmácsi (Aprilia) |

## Kalendář
| Závod | Datum        | Grand Prix     | Okruh          | Vítěz 125cc     | Vítěz 250cc      | Vítěz MotoGP    | Detail   |
| ----- | ------------ | -------------- | -------------- | --------------- | ---------------- | --------------- | -------- |
| 1     | 10. březen   | Katar          | Losail         | Hector Faubel   | Jorge Lorenzo    | Casey Stoner    | Výsledky |
| 2     | 25. březen   | Španělsko      | Jerez          | Gábor Talmácsi  | Jorge Lorenzo    | Valentino Rossi | Výsledky |
| 3     | 22. duben    | Turecko        | Istanbul       | Simone Corsi    | Andrea Dovizioso | Casey Stoner    | Výsledky |
| 4     | 6. květen    | Čína           | Shanghai       | Lukáš Pešek     | Jorge Lorenzo    | Casey Stoner    | Výsledky |
| 5     | 20. květen   | Francie        | Le Mans        | Sergio Gadea    | Jorge Lorenzo    | Chris Vermeulen | Výsledky |
| 6     | 3. červen    | Itálie         | Mugello        | Hector Faubel   | Álvaro Bautista  | Valentino Rossi | Výsledky |
| 7     | 10. červen   | Katalánsko     | Catalunya      | Tomojoši Kojama | Jorge Lorenzo    | Casey Stoner    | Výsledky |
| 8     | 24. červen   | Velká Británie | Donington      | Mattia Pasini   | Andrea Dovizioso | Casey Stoner    | Výsledky |
| 9     | 30. červen   | Nizozemsko     | Assen          | Mattia Pasini   | Jorge Lorenzo    | Valentino Rossi | Výsledky |
| 10    | 15. červenec | Německo        | Sachsenring    | Gábor Talmácsi  | Hiroši Aojama    | Dani Pedrosa    | Výsledky |
| 11    | 22. červenec | USA            | Laguna Seca    |                 |                  | Casey Stoner    | Výsledky |
| 12    | 19. srpen    | Česko          | Brno           | Hector Faubel   | Jorge Lorenzo    | Casey Stoner    | Výsledky |
| 13    | 2. září      | San Marino     | Misano         | Mattia Pasini   | Jorge Lorenzo    | Casey Stoner    | Výsledky |
| 14    | 16. září     | Portugalsko    | Estoril        | Hector Faubel   | Alváro Bautista  | Valentino Rossi | Výsledky |
| 15    | 23. září     | Japonsko       | Motegi         | Mattia Pasini   | Mika Kallio      | Loris Capirossi | Výsledky |
| 16    | 14. říjen    | Austrálie      | Phillip Island | Lukáš Pešek     | Jorge Lorenzo    | Casey Stoner    | Výsledky |
| 17    | 21. říjen    | Malajsie       | Sepang         | Gábor Talmácsi  | Hiroši Aojama    | Casey Stoner    | Výsledky |
| 18    | 4. listopad  | Valencie       | Valencia       | Hector Faubel   | Mika Kallio      | Dani Pedrosa    | Výsledky |